# Taca komunijna
Taca komunijna – w wielu kościołach protestanckich, sprzęt liturgiczny służący do sprawowania sakramentu Wieczerzy Pańskiej.
Odpowiednio do dwóch postaci sakramentalnych, wyróżniane są dwa rodzaje tac komunijnych – taca na chleb oraz taca na wino (lub sok gronowy). Taca na chleb ma mniejszą średnicę (najczęściej 10 cali, czyli 25,5 cm) od tacy na wino (najczęściej 12 cali, czyli 30,5 cm). Tace komunijne są zazwyczaj wykonane z metalu (srebro, chrom, mosiądz lub miedź), choć występują także tace drewniane.
Standardowa taca komunijna jest minimum trzyczęściowym sprzętem liturgicznym, na który składa się podstawa, właściwa taca oraz nakrycie. Podstawa stanowi statyw dla ustawianych na niej właściwych tac komunijnych. Właściwe tace występują w zależności od liczebności zboru w różnej ilości – ustawiane są jedna na drugiej. W przypadku tac na wino, każda z nich mieści zazwyczaj 40 kieliszków komunijnych, choć występują także mniejsze. Właściwa taca, lub jeżeli tac jest kilka – ostatnia z nich, przykryta jest nakryciem. Zazwyczaj nakrycie, zarówno tacy na chleb, jak i na wino, zwieńczone jest krzyżem greckim, rzadziej łacińskim.
Podczas sprawowania nabożeństwa z sakramentem Wieczerzy Pańskiej, tace komunijne ustawione są na stole komunijnym. Zazwyczaj, na środku stołu znajduje się Biblia stołowa (duży format), ustawiona na statywie i zwrócona w kierunku zgromadzonego zboru (nie pastora czy starszych stojących za stołem), za którą i nad którą znajduje się pusty krzyż (bez wizerunku Chrystusa). Po obu stronach krzyża i Biblii umieszcza się tace komunijne, zazwyczaj każda z nich po jednej ze stron. Takie ustawienie w teologii reformowanej symbolizuje centralizm i pierwszeństwo Słowa Bożego (Biblia) i ofiary Chrystusa (krzyż), względem sakramentów, które jedynie to Słowo pieczętują i dopiero związane ze Słowem i przyjęte z wiarą w Słowo mogą stać się środkami łaski Bożej.
Po przygotowaniu tac komunijnych do sprawowania sakramentu, są one przed nabożeństwem nakrywane białymi płóciennymi serwetami, które okrywają je aż do czasu rozpoczęcia właściwej liturgii sakramentu. W kościołach prezbiteriańskich pastor po zakończeniu kazania, schodzi z ambony i udaje się przed stół komunijny, gdzie odbywa się spowiedź powszechna i zwiastowanie odpuszczenia grzechów (jeśli nie miały miejsca na początku nabożeństwa). Następnie zbór śpiewa wyznaczony hymn komunijny, w czasie którego starsi i pastor powstają z krzeseł ustawionych za stołem komunijnym, odkrywają tace i składają serwety obok na stole, po czym ma miejsce przemówienie komunijne, zaproszenie wierzących i ostrzeżenie niegodnych, modlitwa konsekracyjna ze słowami ustanowienia i dystrybucja sakramentu. Wówczas pastor rozdziela starszym zboru oraz diakonom tace z chlebem, a następnie z winem, którzy podchodząc do ławek, rozdają sakrament zborowi.

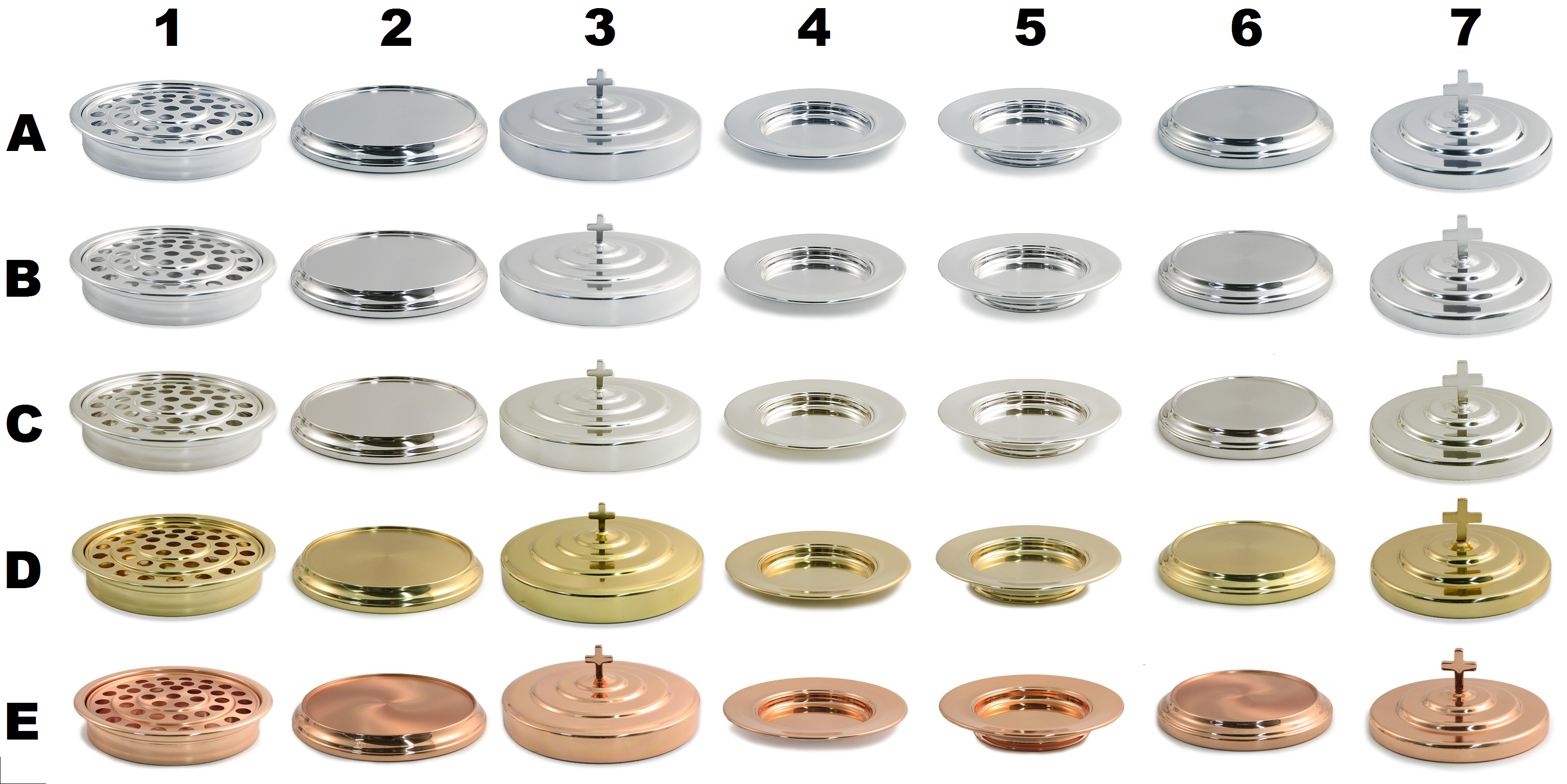
Na pełny zestaw tac komunijnych składają się: (1) Właściwa taca na kieliszki, (2) Podstawa do tacy na kieliszki, (3) Nakrycie tacy na kieliszki, (4) Właściwa taca na chleb (pojedyncza), (5) Właściwa taca na chleb (z możliwością piętrowego ułożenia), (6) Podstawa do tacy na chleb, (7) Nakrycie tacy na chleb.
Przykłady tac komunijnych w pięciu wariantach: (A) chrom, (B) srebro, (C) bio-khrome, (D) mosiądz, (E) miedź.